# Parafia Świętego Krzyża w Bydgoszczy

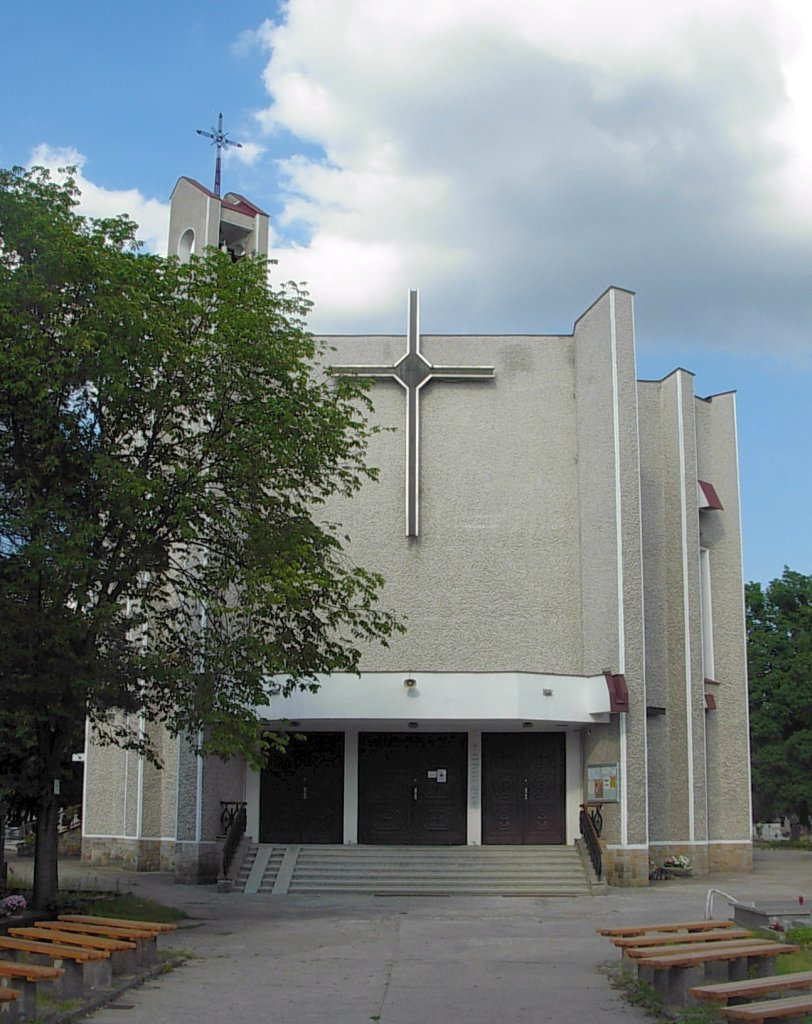
Front kościoła

Parafia Świętego Krzyża w Bydgoszczy – rzymskokatolicka parafia w Bydgoszczy, w diecezji bydgoskiej. Należy do dekanatu Bydgoszcz II.
Erygowana w 1979 roku.